# Pessines
Pessines ist eine westfranzösische Gemeinde mit 799 Einwohnern (Stand: 1. Januar 2022) im Département Charente-Maritime in der Region Nouvelle-Aquitaine (vor 2016 Poitou-Charentes). Sie gehört zum Arrondissement Saintes und ist Mitglied im Gemeindeverband Saintes - Grandes Rives - L’Agglo. Die Einwohner werden Pessinois und Pessinoises genannt.

## Geografie

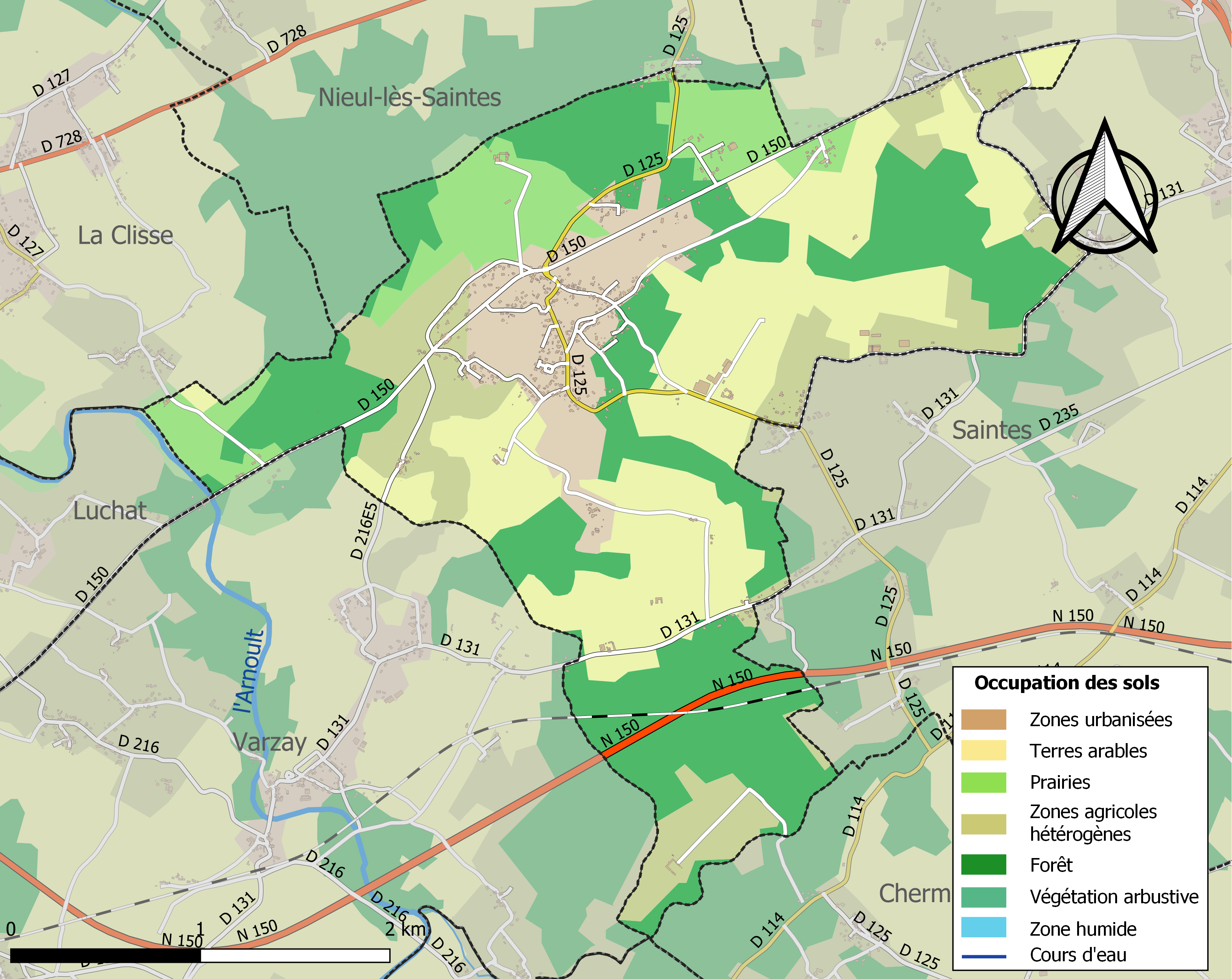
Bodennutzung, Hydrografie und Infrastruktur der Gemeinde (2018)

Pessines liegt in der ehemaligen Provinz Saintonge, etwa 6,5 Kilometer westsüdwestlich von Saintes. Das Gebiet der Gemeinde befindet sich im Einzugsgebiet der Charente und wird von einem ihrer Nebenflüsse, dem Arnoult, entwässert, der es im Westen auf einem Abschnitt von etwa 600 Meter Länge begrenzt. Das Gebiet von Pessines ist Teil des ZNIEFF-Naturgebiets 540014483 L’ARNOULT entlang des Flusses. Etwas über die Hälfte der Fläche der Gemeinde wird landwirtschaftlich genutzt, gut ein Drittel ist bewaldet.
Umgeben wird Pessines von den Nachbargemeinden Nieul-lès-Saintes im Nordwesten und Norden, Saintes im Osten, Chermignac im Südosten und Süden, Rétaud im Süden, Varzay im Südwesten sowie Luchat und La Clisse im Westen.

## Bevölkerungsentwicklung

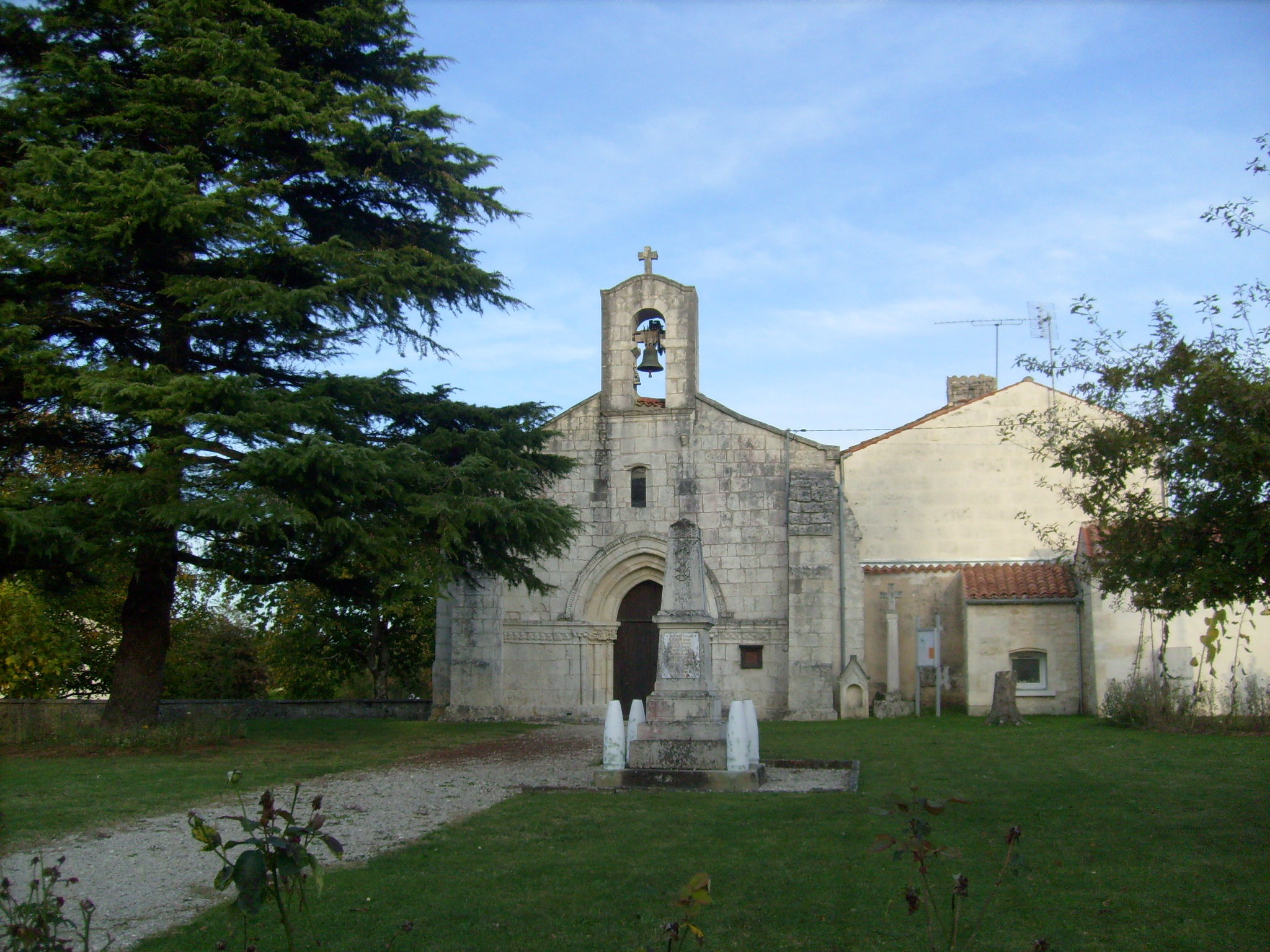
Kirche Saint-Gilles

| Jahr                       | 1962 | 1968 | 1975 | 1982 | 1990 | 1999 | 2006 | 2013 | 2020 |
| Einwohner                  | 186  | 218  | 274  | 406  | 566  | 648  | 772  | 772  | 786  |
| Quellen: Cassini und INSEE |      |      |      |      |      |      |      |      |      |

## Sehenswürdigkeiten
- Herrensitz des Lehens Gallet aus der zweiten Hälfte des 17. Jahrhunderts, Wohngebäude seit 1994 als Monument historique eingeschrieben
- Romanische Kirche Saint-Gilles
- Eiche von Montravail

## Verkehr
Die autobahnähnlich ausgebaute Route nationale 150 von Saintes nach Royan durchquert den Süden der Gemeinde auf einem relativ kurzen Abschnitt ohne Anschlussstelle. Die Nationalstraße N2150 führt durch das Zentrum von Pessines und verbindet die Gemeinde mit Saintes im Osten und mit Pisany mit Anschluss an die N 150 im Südwesten.
Busse einer Linie der regionalen Transportgesellschaft von Saintes nach Royan bedienen eine Haltestelle in Pessines.
Das Gebiet der Gemeinde wird im Süden von der Eisenbahnstrecke Saintes–Royan ohne Haltepunkt durchquert.